# Мельниківка (зупинний пункт)
Мельникі́вка — пасажирський залізничний зупинний пункт Шевченківської дирекції Одеської залізниці.
Розташований у селі Мельниківка, Смілянський район, Черкаської області на лінії Імені Тараса Шевченка — Цвіткове між станціями Володимирівка (4 км) та Цвіткове (11 км).
На платформі зупиняються приміські електропоїзди.